# 北站西路街道
北站西路街道，是中华人民共和国新疆维吾尔自治区乌鲁木齐市头屯河区下辖的一个乡镇级行政单位。

## 行政区划
北站西路街道下辖以下地区：
北站路社区、北站路北社区和丝路社区。